# Mittgart
Ne doit pas être confondu avec Midgard.
Mittgart est le nom d'une colonie utopique, imaginée par Willibald Hentschel, dans son ouvrage Varuna, paru en 1907, le chef de file des Artamans, le groupe Völkisch allemand le plus important. Dans le but de créer une noblesse völkisch, Hentschel propose de constituer une colonie aryenne, Mittgard, nommée d'après le nom du lieu d'origine légendaire des Aryens.

## Une fondation Völkisch
Destinée à constituer les bases du renouveau de la race aryenne, Mittgard est conçue comme un lieu, propice au développement du Volk, à l'écart des villes. Dans ce cadre, la communauté germanique qui y réside doit développer un lien fort avec la terre sur laquelle elle est installée.

## Une société idéale
Décrite en détail dans le roman Midgard, la société que souhaite bâtir Hentschel est avant tout une société aryenne et Völkisch.
Constituant une grande famille, la communauté des colons est envisagée par Hentschel comme une communauté aryenne modèle.
En son sein, la monnaie n'existe pas. Cependant, ses rapports économiques avec l'extérieur sont confiés à un sénat de vieux sages.
Les conflits sont portés devant un tribunal d'honneur, et dans une approche similaire à l'ordalie, peuvent être résolus en combat singulier.

### Hommes et femmes au sein de Mittgart
D'après les calculs de Hentschel, la proportion de chaque sexe au sein de la population doit être de dix femmes pour un homme.
Dans cette société idéale, la natalité joue un grand rôle, c'est pour cette raison qu'il propose l'institution de la polygamie, qui doit permettre d'accélérer le développement démographique de la race aryenne. En effet, autorisé par le dirigeant de la colonie, le mariage ne dure que jusqu'à ce que la femme soit enceinte, à partir de ce moment, l'homme doit se remarier, tandis que la femme se consacre à son enfant pendant deux années ; au bout de ce délai, elle doit contracter une nouvelle union.

### Éducation des jeunes
Selon Hentschel, durant les seize premières années de leur existence, les enfants resteraient au sein de la colonie et seraient éduqués en fonction de leur vie future : les filles apprendraient les travaux domestiques avec leur mère, les garçons, organisés par groupes de cent, se verraient inculquer l'esprit germanique, fait de combats, de chants et d'exercices physiques.

## Rapports avec le reste du monde
La colonie n'est pas destinée à vivre totalement à l'écart du monde industriel et urbain qui l'entoure. Cependant, les rapports entre la colonie et le monde extérieur doivent être strictement limités.
Tout d'abord, le recrutement est opéré en lien avec le monde qui entoure la colonie : sélectionnés sur des critères raciaux, les habitants potentiels sont classés en deux catégories, les aptes, destinés à quitter les villes, soit pour rejoindre la colonie proprement dite, soit pour s'approprier des terres agricoles, tandis que les non-aptes seraient conduits à la ville.
Ensuite, si l'argent ne circule pas au sein de la communauté, elle doit cependant acquérir un certain nombre de biens, essentiellement des biens de première nécessité et des biens d'équipement : ceux-ci seraient acquis par le conseil de vieux sages.
Enfin, les enfants de la communauté ne seraient envoyés à l'extérieur qu'à partir de l'âge de seize ans, le monde bourgeois devant se charger de compléter une éducation, dont les principes sont inculqués dès le plus jeune âge.